# Лонг-Біч (Меріленд)
Лонг-Біч (англ. Long Beach) — переписна місцевість (CDP) в США, в окрузі Калверт штату Меріленд. Населення — 1739 осіб (2020).

## Географія
Лонг-Біч розташований за координатами 38°27′22″ пн. ш. 76°28′18″ зх. д. / 38.45611° пн. ш. 76.47167° зх. д. (38.456248, -76.471587).  За даними Бюро перепису населення США в 2010 році переписна місцевість мала площу 4,38 км², з яких 4,33 км² — суходіл та 0,05 км² — водойми.

## Демографія
Згідно з переписом 2010 року, у переписній місцевості мешкала 1821 особа в 649 домогосподарствах у складі 496 родин. Густота населення становила 416 осіб/км².  Було 768 помешкань (175/км²).
Расовий склад населення:
| - 88,3 % — білих - 7,0 % — чорних або афроамериканців - 0,7 % — азіатів - 0,3 % — корінних американців |

До двох чи більше рас належало 3,2 %. Частка іспаномовних становила 2,9 % від усіх жителів.
За віковим діапазоном населення розподілялося таким чином: 27,0 % — особи молодші 18 років, 63,6 % — особи у віці 18—64 років, 9,4 % — особи у віці 65 років та старші. Медіана віку мешканця становила 40,2 року. На 100 осіб жіночої статі у переписній місцевості припадало 96,2 чоловіків;  на 100 жінок у віці від 18 років та старших — 93,0 чоловіків також старших 18 років.
Середній дохід на одне домашнє господарство  становив 123 258 доларів США (медіана — 110 313), а середній дохід на одну сім'ю — 131 284 долари (медіана — 119 167). За межею бідності перебувало 2,6 % осіб, у тому числі 0,0 % дітей у віці до 18 років та 0,5 % осіб у віці 65 років та старших.
Цивільне працевлаштоване населення становило 1406 осіб. Основні галузі зайнятості: освіта, охорона здоров'я та соціальна допомога — 18,3 %, публічна адміністрація — 15,4 %, науковці, спеціалісти, менеджери — 15,3 %.